# Bataille de l'Yser
Pour les articles homonymes, voir Yser (homonymie).
Première Guerre mondiale
Batailles
Front d'Europe de l’Ouest
- Liège (8-1914)
- Namur (8-1914)
- Frontières (8-1914)
- Anvers (9-1914)
- Grande Retraite (9-1914)
- Marne (9-1914)
- Course à la mer (9-1914)
- Yser (10-1914)
- Messines (10-1914)
- Ypres (10-1914)
- Givenchy (12-1914)
- 1re Champagne (12-1914)
- Hartmannswillerkopf (1-1915)
- Neuve-Chapelle (3-1915)
- 2e Ypres (4-1915)
- Colline 60 (4-1915)
- Artois (5-1915)
- Festubert (5-1915)
- Quennevières (6-1915)
- Linge (7-1915)
- 2e Artois (9-1915)
- 2e Champagne (9-1915)
- Loos (9-1915)
- Verdun (2-1916)
- Redoute Hohenzollern (3-1916)
- Hulluch (4-1916)
- 1re Somme (7-1916)
- Fromelles (7-1916)
- Arras (4-1917)
- Vimy (4-1917)
- Chemin des Dames (4-1917)
- 3e Champagne (4-1917)
- 2e Messines (6-1917)
- Passchendaele (7-1917)
- Cote 70 (8-1917)
- 2e Verdun (8-1917)
- Malmaison (10-1917)
- Cambrai (11-1917)
- Bombardements de Paris (1-1918)
- Offensive du Printemps (3-1918)
- Lys (4-1918)
- Aisne (5-1918)
- Bois Belleau (6-1918)
- 2e Marne (7-1918)
- 4e Champagne (7-1918)
- Château-Thierry (7-1918)
- Le Hamel (7-1918)
- Amiens (8-1918)
- Cent-Jours (8-1918)
- 2e Somme (9-1918)
- Bataille de la ligne Hindenburg
- Meuse-Argonne (10-1918)
- Cambrai (10-1918)

Front italien
Front d'Europe de l’Est
Front des Balkans
Front du Moyen-Orient
Front africain
Bataille de l'Atlantique
La bataille de l’Yser est l'appellation donnée à l'ensemble des combats qui se sont déroulés du 17 au 31 octobre 1914 et qui ont opposé les unités allemandes qui voulaient franchir le fleuve Yser en direction de Dunkerque aux troupes belges et françaises qui essayaient de les y arrêter. Une vaste inondation, déclenchée fin octobre, a réussi à stopper définitivement la progression des assaillants.
Pour les opérations de 1914 de l'armée française, la bataille de l'Yser et la bataille d'Ypres font partie de la 1re bataille des Flandres.

## Le terrain
L'Yser est un petit fleuve côtier de 78 km de long qui prend sa source en France, entre en Belgique après quelque 30 km et y décrit un arc de cercle avant de se jeter dans la mer du Nord à Nieuport. À Fort Knokke (ancien fort), il reçoit, venant d'Ypres, son affluent canalisé l'Yperlée. Sur le plan militaire, l'Yser ne constitue pas un obstacle important car la rivière n'est ni large (15 m environ) ni encaissée.
C'est plutôt l'ensemble de la région qui n'est guère favorable aux opérations militaires car il s'agit d'une plaine sillonnée par de nombreux ruisseaux, fosses et canaux de drainage et ne comportant que de rares couverts : quelques petits villages et des fermes isolées. Il y est impossible de creuser des tranchées car l'eau affleure directement. Les tranchées de l'Yser seront le plus souvent construites au-dessus du sol en empilant des sacs de terre.
Les centres urbains sont Nieuport et Dixmude sur l'Yser et Furnes en arrière. Un remblai supportant le chemin de fer entre Nieuport et Dixmude aura, pour la bataille, une importance capitale.
Tout le long de la côte, un cordon de dunes renforcé le long de la plage d'une digue datant du XIVe siècle empêche l'envahissement de la mer car, lors des marées hautes, la plaine se situe sous son niveau ; il s'agit de polders. À Nieuport, un système complexe d'écluses et de déversoirs sert à réguler les niveaux des eaux intérieures. Il permettra également de tendre des inondations comme nous l'expliquerons plus loin.

## Le repli sur l'Yser
Le 4 août 1914, les Allemands envahissent la Belgique. La petite armée belge du roi Albert freine leur progression par l'action des troupes de forteresse retranchées dans les forts de Liège et de Namur et par les manœuvres retardatrices des troupes belges de campagne appuyées sur les forts, principalement de la ceinture fortifiée de Liège. Le 20 août, l'armée belge est obligée de se retirer vers la position fortifiée d'Anvers, remportant une victoire lors d'une bataille de cavalerie, la bataille de Haelen, qui retarde l'aile droite allemande dans sa tentative de déborder les Alliés pour s'emparer d'Anvers.
En septembre, se déroule, en France, la bataille de la Marne. Elle est gagnée par les Français à la suite d'une manœuvre de la Ire armée adverse (général von Kluck) qui s'infléchit vers l'est pour ne pas perdre le contact avec le gros de l'armée allemande, du fait d'un vide qui s'y est créé à cause de l'insuffisance des effectifs dont 150 000 hommes sont retenus par les Belges. C'est ainsi que l'armée allemande étirée sur des dizaines de kilomètres, est prise en pleine manœuvre, étant attaquée de flanc sur ordre du général en chef français Joffre, tandis que le gouverneur militaire de Paris, le général Gallieni refoule les troupes allemandes aventurées vers la capitale en lançant des troupes françaises motorisées puisque transportées en partie en taxi, les taxis de la Marne, ce qui constitue une « première » dans l'histoire militaire (la majorité des troupes étant transportées de façon plus conventionnelle). Incapables de se reformer en ordre de bataille, les Allemands parviennent à se retrancher dans des fortifications de campagne. C'est le début de la guerre de tranchées. Pour compenser cet échec, l'état-major allemand tente d'éliminer les Belges à Anvers afin de pouvoir contourner par le Nord les Français et la petite armée anglaise (battue à Charleroi) qui est installée dans le secteur du Hainaut et de la côte. Français et Anglais sont alors obligés d'étendre de plus en plus leur aile gauche ; c'est la « course à la mer » à laquelle va se joindre l'armée belge.
Au début d'octobre, installés dans le camp retranché d'Anvers depuis la fin août, les Belges sont menacés d'encerclement après trois sorties qui ont fixé 150 000 Allemands (qui manqueront contre les Français lors de la bataille de la Marne). Pour éviter d'être contournée — du fait que les troupes anglaises promises pour assurer une couverture à l'ouest de la ville ne sont pas arrivées — l'armée belge quitte la place forte, laissant des troupes de forteresse de l'autre côté de l'Escaut (qui sont sacrifiées pour interdire le plus longtemps possible, par les tirs de leur artillerie, l'occupation effective de la ville par les Allemands).
Les Belges se replient derrière le canal de Gand à Terneuzen, tandis que, le 10 octobre, le roi se rend à Ostende où une conférence est organisée avec les Alliés et où sont présents le général Pau représentant la France, le général Rawlinson commandant les troupes britanniques en Belgique, et les autorités militaires belges. L'option est prise de se replier derrière l'Yser, afin de former, avec les alliés franco-britanniques, un front continu s'étendant jusqu'à la mer. Il s'agit aussi de défendre un dernier lambeau du territoire belge. Des unités britanniques et françaises arrivées en Belgique aideront à couvrir le repli. Il y a toutefois quelques tergiversations car, fidèle à la doctrine française de l'offensive à tout prix, Joffre voudrait que l'armée belge s'installe sur la Lys pour participer à une contre-attaque concentrique, générale, vers Lille. L'avancée des troupes allemandes mettra fin aux discussions. Le 12 octobre, le roi décide que l'armée belge livrera sa bataille d'arrêt sur l'Yser. Le 13, il adresse à ses soldats une proclamation devenue historique.

## Le déploiement sur l'Yser
Entre le 12 et le 15 octobre, l'armée belge dont les troupes non montées sont transportées par chemin de fer prend position sur l'Yser entre la mer et Boezinge (6 km au nord d'Ypres).
Le front français est solidement organisé jusqu'à La Bassée, mais, plus au nord, il n'y a que deux divisions territoriales françaises et les unités britanniques pour prolonger le front. Ces derniers prennent position dans la région d'Ypres d'où part l'Yperlée pour se jeter dans l'Yser en face de Fort Knokke. Le corps de cavalerie français du général de Mitry auquel s'est jointe la 1re division de cavalerie belge assurent la couverture une vingtaine de kilomètres à l'est de Fort Knokke.
Après plus de deux mois de combat, l'armée belge est réduite à 90 000 hommes dont 63 000 fantassins et 5 000 cavaliers plus l'artillerie et les services. Du 4 août au 18 octobre, elle a perdu 41 500 hommes qui ont été tués, blessés ou capturés. La France lui a envoyé en renfort la nouvelle brigade de fusiliers marins composée de quelque 6 000 hommes, sous le commandement de l'amiral Ronarc'h, qui ont déjà combattu à Gand, lors du repli des Belges depuis Anvers, et qui accompagnent ceux-ci vers Dixmude. Il s'agit de faire face aux 140 000 hommes du duc de Wurtemberg qui sont équipés d'une imposante artillerie.

## Le dispositif
L'armée belge qui se replie sur l'Yser comprend six petites divisions d'infanterie, appelées divisions d'armée (D.A.) et deux divisions de cavalerie ; la 2e venant d'être constituée en prélevant les régiments de cavalerie des divisions d'infanterie. Ces moyens s'avèrent insuffisants pour défendre le front attribué qui est alors de 38 km. Avec l'armement de l'époque, le secteur défensif normal d'une division n'est que de quelque six kilomètres et il faut disposer de réserves.
Le dispositif initial est le suivant :
- Une ligne de couverture située environ 5 km à l'est de l'Yser
- Cinq avant-postes de la force d'un bataillon : Lombardsijde, Mannekensvere, Schore, Keiem, Beerst
- Trois têtes de pont : Nieuport, Schoorbakke et Dixmude
- La position principale courant le long de l'Yser jusqu'à Fort Knokke avec :
  - du nord au sud :
    - La 2e division (secteur de Nieuport)
    - La 1re division (secteur de Schoorbakke)
    - La 4e division (secteur de Tervaete)
    - La Brigade de fusiliers marins de l'amiral Ronarc'h et une brigade de la 3e division à Dixmude
    - Une brigade de la 6e division entre Dixmude et Fort Knokke
    - La 6e division (-) étendue sur l'Yperlée jusqu'à Boesinghe en attente de relève par les Alliés

  - en réserve :
    - La 3e division (-) à l'ouest de Pervijze
    - La 5e division à Lampernisse
    - La 2e division de cavalerie à Coxyde

Remarque : la 1re division de cavalerie opère en couverture avec les Français.
Une unité des Bataillons d'infanterie légère d'Afrique est déployé au lieu-dit Maison du Passeur qui apparaît sur son étendard.

## Les combats sur l'Yser

### 17 octobre
Après la victoire de Tannenberg, le 30 août 1914, sur le front est, les Allemands concentrent plus de moyens sur le front ouest. Ils réussissent à constituer, à l'insu des services de renseignements alliés, une armée à quatre corps, la 4e, dont le Q.G. est à Gand et qui devra progresser par Ypres et Dixmude en direction de Dunkerque. Le 17 octobre, cette armée est identifiée mais sa composition est toujours inconnue.
Ce même jour, les unités de couverture signalent leurs premiers contacts avec les éclaireurs allemands.

### 18 octobre
Dès le matin, l'ensemble de la ligne de couverture de la mer à Dixmude est pris à partie par les troupes allemandes et doit se replier.
Un peu plus tard, l'ennemi déclenche une attaque générale sur tout le front de l'Yser. L'après-midi, tous les avant-postes tombent à l'exception de Lombardsijde.
Au nord, devant Lombardsijde, une escadre britannique croise près de la côte et ses tirs d'écharpe contrarient la progression de l'ennemi. Deux kilomètres plus bas, le 7e régiment de ligne commence un combat acharné pour défendre le pont de l'Union.
Au sud, après une préparation d'artillerie, deux bataillons belges lancent une contre-attaque à partir de la tête de pont de Dixmude ; Keiem est repris.
À l'extrême sud, sur l'Yperlée, la 6e DA est relevée par les 87 et 89e divisions territoriales françaises. Le front belge est ainsi raccourci et s'étend désormais de la mer à Fort Knokke.

### 19 octobre
Dès le début du jour, les Allemands reprennent l'attaque avec violence.
Au nord, ils sont contenus devant Lombardsijde et la ferme Groote Bamburg (1,5 km au sud-est) par les divisions belges d'infanterie et les fusiliers marins français.
Au centre, à Keiem, où se trouvent des éléments de la 4e DI, le village subit quatre attaques successives et tombe pour la deuxième fois.
Au sud, le commandement décide de lancer, au départ de Dixmude, une contre-attaque sur le flanc gauche de l'ennemi avec des unités de la 5e DI et les fusiliers marins de l'amiral Ronarc'h. Ces derniers sont relevés par une brigade de la 3e DI qui défendra par la suite la tête de pont. Les éléments de la 5e DI reprennent Vladslo et les fusiliers-marins, Beerst. Toutefois plus au sud, l'avancée allemande a bousculé la cavalerie et met la 3e DA et des fusiliers-marins en danger. Leur repli à l'ouest de l'Yser est ordonné en début de nuit.

### 20 octobre
Les 4e et 6e armées allemandes mènent l'attaque sur un front de 100 km allant de la mer à La Bassée.
Au nord, malgré l'appui des tirs de l'artillerie des monitors britanniques qui croisent au long de la côte, le village de Lombarsijde et la ferme Groote Bamburg sont perdus. C'est en vain que la 2e DA essaie de reprendre la ferme. Le soir, une tête de pont est toutefois tenue à Nieuport pour couvrir les écluses.
Au pont de l'Union, le 7e de Ligne défend la position. À la suite des tirs d'artillerie, le village de Sint Joris est complètement détruit. Le soir, le 7e de ligne est relevé par le 14e de ligne.
Au centre, la 1re DA tient une petite tête de pont à Schoorbakke mais devra l'abandonner et faire sauter le pont. En coordination avec la 4e DA, s'organise une position de défense sur la corde reliant le pont de Schoorbakke à celui de Tervaete.
La 3e DA(-) est mise en ligne.
À Dixmude, la bataille fait rage.

### 21 octobre

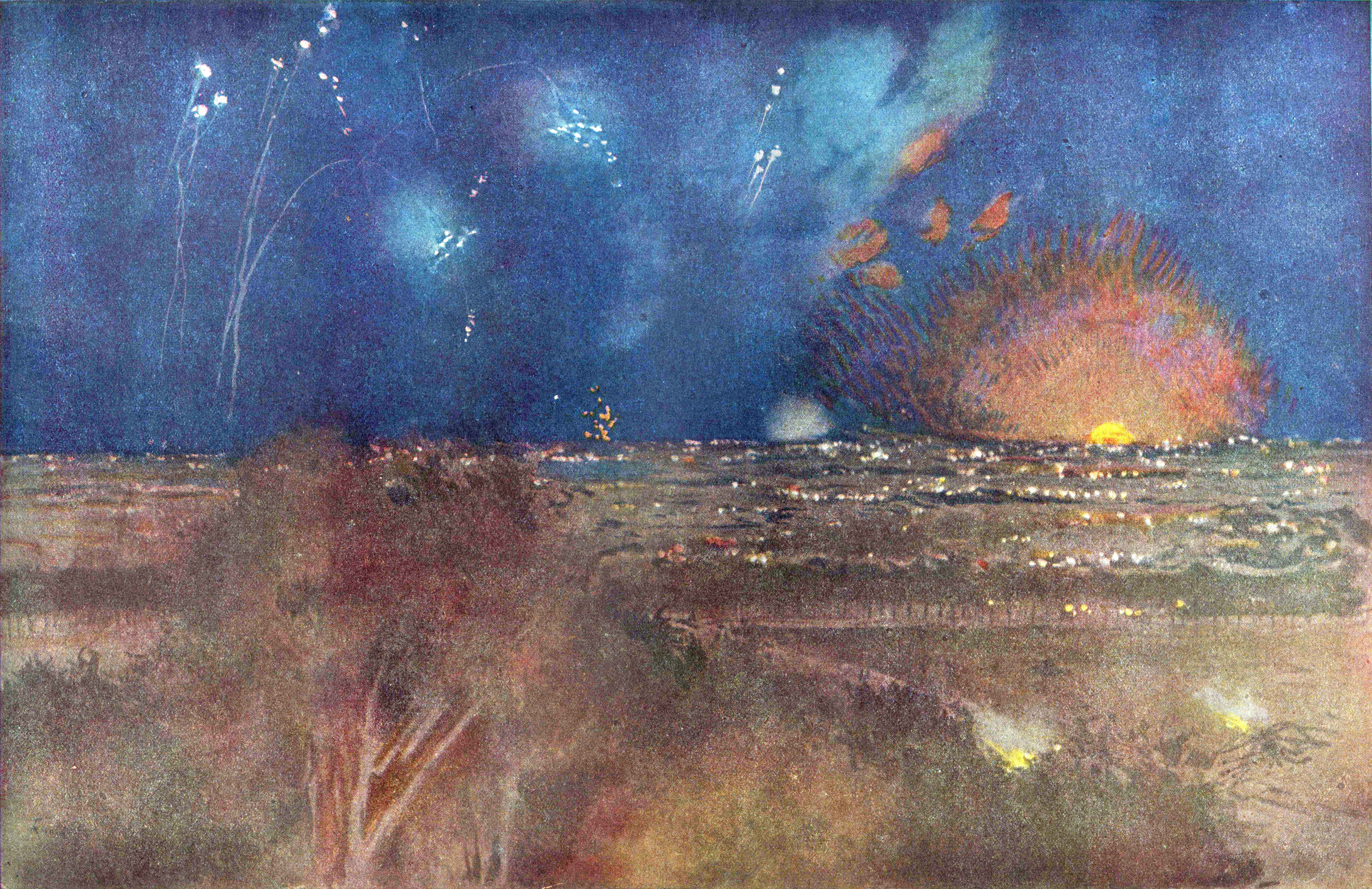
L'offensive de l'Yser, Bombardement des lignes allemandes par François Flameng

À Nieuport, afin de protéger la tête de pont de Palingbrug qui couvre les écluses, le général Dossin, commandant de la 2e DA, donne l'ordre d'inonder au nord-est de l'Yser canalisé. Il s'agit d'ouvrir les vannes du vieil Yser (la Crique de Nieuwendamme) afin de permettre à la marée haute de se répandre dans le “Groot Noord Nieuwlandpolder”.
Il faut toutefois fermer le siphon reliant le vieil Yser au Noordvaart afin d'empêcher l'eau de pénétrer de l'autre côté de l'Yser canalisé, c'est-à-dire dans les positions tenues par l'infanterie belge. À 23 h, une équipe de quelques hommes menée par le lieutenant du génie belge François s'aventure dans le no man's land entre la ligne belge et les troupes allemandes et, aidée par le batelier Geeraert, qui a retrouvé les manivelles du déversoir là où elles étaient déposées depuis des années, procède à l'ouverture des vannes sans éveiller l'attention des avant-postes ennemis. Cependant, au centre, la situation devient critique car, pendant cette même nuit du 21 au 22, les Allemands parviennent à franchir l'Yser entre les ponts de Schoorbakke et Tervaete.
Et, à Dixmude, les troupes belges sont soumises à un bombardement ininterrompu.
Les premiers éléments de la 42e division du général Paul François Grossetti arrivent à Coxyde. La division a reçu l'ordre du général d'Urbal, commandant des troupes françaises en Belgique, de se porter sur Nieuport. C'est toutefois au centre qu'il faudrait intervenir mais d'Urbal ne veut rien savoir. Le roi Albert attire dès lors l'attention du général Foch sur le danger de la situation.
- Reprise de Lombardsijde et franchissement de l'Yser par la 42e division française en marche sur Slype et Ostende.
- Prise de Bixschoote et poussée sur Merkem et Roulers par les divisions du général Mitry.

### 22 octobre
Au nord, l'inondation a réussi. Les premiers kilomètres au nord-est de l'Yser entre Nieuport et Saint-Georges et le “Groot Noord Nieuwlandpolder” sont inondés.
Le 7e Régiment de Ligne — qui a vaillamment combattu au pont de l'Union pour contenir l'ennemi jusqu'à ce que l'inondation soit complète — reçoit du Roi la Croix de l'Ordre de Léopold à accrocher à son étendard.
Au centre, les Allemands qui ont franchi l'Yser à la soudure des 1re et 4e DA belges, occupent la boucle de Tervaete. Une contre-attaque menée avec quatre bataillons de la 6e DA (réserve) ne parvient pas à les rejeter. La situation est désespérée, mais le général d'Urbal ne peut intervenir avec sa 42e division. C'est qu'il veut percer à Nieuport comme il en a reçu l'ordre dans le cadre d'une instruction générale de l'état-major français d'avoir à mener des actions offensives à partir du 23. Mais, à Dixmude, tous les assauts allemands sont repoussés.

### 23 octobre
L'opération offensive française menée à partir de divers points du front est suspendue :
- la 42e division ne parvient pas à sortir des positions tenues par les Belges à Nieuport.
- Les fusiliers marins de l'amiral Ronarc'h ne peuvent déboucher de Dixmude.

À Saint-Georges, le 7e régiment de ligne subit des pertes sévères. Le soir, il est relevé par le 14e régiment de ligne et un bataillon du 4e chasseurs. Il a résisté sept jours et sept nuits et a perdu 18 officiers, 600 soldats et de nombreux blessés.
Au centre, pris d'enfilade, les défenseurs de Schoorbakke doivent reculer. Tervaete tombe.
Finalement, d'Urbal prescrit à une brigade de la 42e division de se diriger vers Pervijze afin de rejeter l'ennemi à l'est de l'Yser.
Au sud, la 17e DI avec la cavalerie de Mitry s'empare de Bischoote et de Paschendaele.

### 24 octobre
À Nieuport, les unités belges de la 2e DA renforcées par des éléments de la 3e DA auxquelles se sont ajoutées des troupes de la 42e division française forment un mélange complexe difficile à coordonner. À 16 h, le 14e régiment de ligne, soumis à de violents tirs d'artillerie, doit se replier derrière le Noordvaart et les Allemands occupent Saint-Georges.
- Grossetti (42e division), renonçant à son avance, abandonne Lombaertzyde et se rabat sur Ramscapelle pour défendre la chaussée du chemin de fer de Nieuport à Dixmude[2].

Mais les Allemands s'obstinent. Avec des troupes fraîches, ils attaquent au centre, accentuant leur poussée sur la rive gauche. À partir de Schoorbakke, ils gagnent du terrain en direction de Saint-Georges et l'artillerie française doit tirer 3 000 projectiles pour arrêter leur progression, tandis que les Belges s'accrochent derrière le Groot Beverdijk.
À Dixmude, quinze assauts allemands sont repoussés.

### 25 octobre
La journée du 25 s'avère plus calme à l'exception du secteur de Dixmude où plusieurs assauts doivent être repoussés.
Cette journée est toutefois importante car le roi Albert prend la décision de recourir à une inondation générale. Depuis l'inondation réussie, le 21 octobre, d'une petite partie du front, l'état-major belge examinait la faisabilité d'une opération de plus grande ampleur et le commandant d'état-major Nuyten avait fait appel à Karel Cogge, un surintendant de la watringue de Furnes pour l'éclairer. Cogge est une des rares personnes présentes ayant une certaine connaissance du système, les autres ayant fui la zone des combats. Avec d'autres officiers belges, dont le major Maglinse et le capitaine du génie Thys, le débat aboutit à la conclusion qu'il est possible de tendre une inondation entre l'Yser et le talus du chemin de fer à condition d'obturer tous les passages existant sous ce dernier. Il suffirait alors d'ouvrir les vannes du Noordvaart à marée haute pour que l'eau pénètre sur les terres. Heureusement, la zone des écluses, dénommée la patte d'oie, étant toujours aux mains des Alliés, les ordres sont dès lors donnés pour que les unités du génie procèdent aux travaux de colmatage du remblai du chemin de fer.

### 26 octobre
La situation est désespérée ; l'artillerie belge n'a presque plus de munitions, il ne lui reste, en moyenne, que cent coups par pièce.
À Nieuport, les Français qui ont repris la position de la 2e DA doivent, dans la soirée, abandonner la tête de pont de Palingbrug. À 23 h, le colonel Claudon fait sauter le pont sur le canal de Furnes. Cette démolition prématurée posera ultérieurement des difficultés pour accéder aux commandes des ouvrages hydrauliques. Heureusement, les Allemands commettent l'erreur de ne pas occuper ceux-ci.
Au centre, sous pression de l'ennemi, les Belges doivent se replier du Beverdijk (canal de drainage important) derrière le remblai du chemin de fer. L'ordre est donné de défendre cette ultime position à tout prix.
Au sud, la tête de pont de Dixmude tient bon.
Le recours à l'inondation est devenu urgent. Par chance, les travaux de colmatage du remblai du chemin de fer se terminent ainsi que la construction d’une digue entre le canal de Furnes et le chemin de fer. Le soir, l'ordre est donné de procéder à l'inondation par l’écluse de l’ancien canal de Furnes.
Par cet accès, l'eau de mer peut entrer à l'est du remblai du chemin de fer grâce au siphon sous le canal de Furnes (ou canal de Dunkerque). La digue entre le canal de Furnes et le chemin de fer empêche l’eau d’envahir le terrain à l’ouest du chemin de fer où sont installées les troupes alliées. Le soir, à l'arrivée de la marée haute, les portes de l'écluse sont ouvertes mais, mal fixées, sous la pression de l'eau montante, les vantaux se rabattent brusquement.

### 27 octobre
La nuit du 27 au 28 octobre les portes de l’écluse de l’ancien canal de Furnes sont de nouveau ouvertes et cette fois bien fixées. Le débit de l’écluse et du siphon s’avère limité et l’inondation espérée va prendre trois jours pour s'accomplir complètement.

### 29 octobre
L’ordre est donné, malgré les difficultés citées plus haut, de réaliser l’inondation par la voie du Noordvaart, comme proposé dès le début par Karel Cogge.
La nuit du 29 au 30 octobre des militaires belges, aidés par le batelier Henri Geeraert, ouvrent les vannes du Noordvaart. L’eau de mer entre dans la plaine de l’Yser.

### 30 octobre
À Ramscapelle, l'ennemi est repoussé par une contre-offensive de la 42e DI.

### 31 octobre
Une énorme étendue d’eau, d’une largeur de deux à trois kilomètres et d’une profondeur de 90 cm à 1,20 m s’étend entre l’Yser et le chemin de fer de Nieuport jusqu’à Dixmude. Devant la montée de l'eau, les troupes allemandes doivent reculer pour échapper à la noyade. L'inondation crée ainsi un no man's land qui restera infranchissable pendant quatre ans.

## Les inondations

### L'idée de l'inondation
Plusieurs « légendes » attribuent la paternité de l'idée de l'inondation à des personnes différentes.
L'Album de Guerre de L'Illustration, vol. 1, p. 148, affirme que c'est le juge d'instruction de Furnes, Emeric Feys qui en aurait eu l'idée en consultant des papiers de famille où un document juridique mentionnait une inondation en 1793. Il en aurait parlé au colonel Wielemans qui aurait alors fait étudier le sujet. Il s'agit vraisemblablement de l'article romancé d'un journaliste. Les recherches historiques ont montré qu'il n'y avait pas eu d'inondation en 1793 et M. Feys n'a jamais revendiqué cet honneur.
Une autre légende attribue la paternité de l'inondation au chef éclusier Karel Cogge et au lieutenant-général Prudent Nuyten (il était alors capitaine-commandant). Elle provient d'un discours prononcé en 1920 à Nieuport par le président Poincaré. Le rédacteur du discours était assurément mal informé car M. Cogge n'était pas éclusier mais responsable de la wateringue de Furnes et, à ce titre, il connaissait la possibilité d'inonder la plaine dont le niveau se situe sous le niveau de la mer. Quant au lieutenant-général Nuyten, même s'il a participé à l'étude de l'inondation, il n'a pas été le seul à traiter le sujet.
Dans son livre Préceptes et Jugement du Maréchal Foch, le commandant français Grasset attribue au grand maréchal la géniale idée. Ce dernier n'a pourtant nul besoin de cela pour auréoler sa gloire et le ministère de la Défense nationale française a d'ailleurs diffusé un communiqué rectificatif le 18 avril 1919.
Des exaltations belges ont mis en exergue « l'inspiration géniale qui illumina le cerveau du vieil éclusier Henri Geeraert » ; si celui-ci s'est conduit de manière héroïque en exécutant les manœuvres indispensables à l'inondation, il n'en est pas l'inspirateur unique. Il aura cependant l'honneur, dans les années 1960, de figurer en portrait sur un billet belge de mille francs.
L’armée belge était au courant des possibilités d’inondations pour protéger des positions défensives, ainsi, les positions avancées de la ville fortifiée d’Anvers étaient confortées par un dispositif d'inondations.
Tous les habitants de régions comme les polders sont conscients des possibilités d’inondation en cas de guerre.
L’idée « géniale » de l’inondation ne peut donc pas être attribuée exclusivement à l’une ou l’autre personne.

## Décoration
- YSER 1914-1915, DIXMUDE 1914 sont inscrits sur le drapeau des régiments cités lors de cette bataille.
- La croix de l'Yser, décoration militaire belge, a été décernée à ceux qui s'étaient distingués dans ces combats.

## Dans la culture
La chanson Race to the Sea du groupe de power métal Sabaton, traite de l'inondation lors de la bataille.